# Protaetia fukinukii
Protaetia fukinukii är en skalbaggsart som beskrevs av Krajcik 2007. Protaetia fukinukii ingår i släktet Protaetia och familjen Cetoniidae. Inga underarter finns listade i Catalogue of Life.